# Torres de Albanchez
Torres de Albanchez település Spanyolországban, Jaén tartományban. Torres de Albanchez La Puerta de Segura, Génave, Villarrodrigo, Siles, Benatae, Montiel és Alcaraz községekkel határos. Lakosainak száma 741 fő (2024).

## Népesség
A település népessége az elmúlt években az alábbi módon változott:
| Lakosok száma | 1020 | 940  | 824  | 1001 | 950  | 909  | 826  | 787  | 758  | 741  |
|               | 2001 | 2004 | 2007 | 2009 | 2012 | 2014 | 2017 | 2019 | 2022 | 2024 |